# Шечков, Георгий Алексеевич
Гео́ргий Алексе́евич Шечко́в (1 [13] августа 1856, Курская губерния — 5 июля 1920, Одесса) — русский публицист и политик, активный участник монархического движения, член Государственной думы от Курской губернии.

## Биография

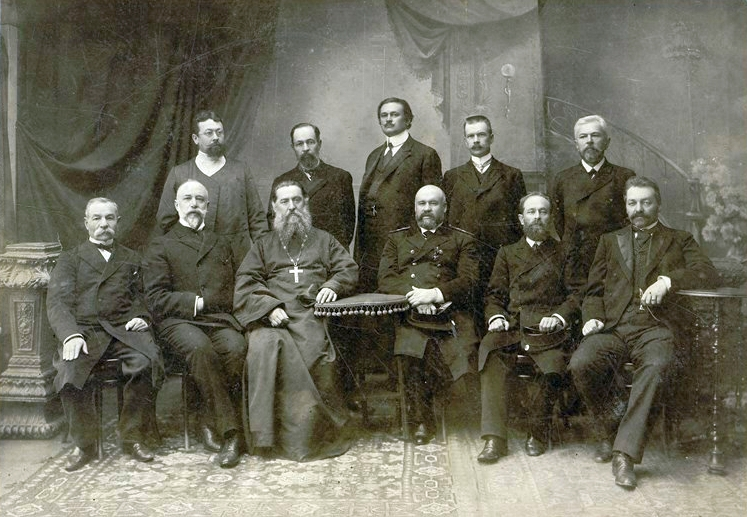
Депутаты Государственной думы Российской империи III созыва от Курской губернии. Стоят: Белогуров Н.А., Кривцов Я.В., Марков Н.Е., Шетохин Н.И., Ступин С.Н.; сидят: Сушков М.А., Барятинский И.В., Рождественский В.Ф., Доррер В.Ф., Шечков Г.А., Лукин В.В.

Происходил из дворян. Родился 1 (13) августа 1856 года в поместье Волынцево Путивльского уезда Курской губернии в семье крупного землевладельца.
Окончил Лицей цесаревича Николая (1876) и юридический факультет Московского университета (1880).
Смерть отца заставила Шечкова вернуться в родовое имение и заняться хозяйством. Он участвовал в работе земских учреждений Путивльского уезда: избирался почётным мировым судьей, земским гласным и путивльским уездным предводителем дворянства. Продолжал заниматься наукой, долгое время работал над трактатом «Об отношении Церкви к государству и об организации власти, по православному сознанию», который так и остался в рукописи. На зимние месяцы переезжал в Москву, был участником монархического «Кружка москвичей» (позднее вошёл во Русское собрание), в который входили также Александр и Фёдор Самарины, Д. А. Хомяков, К. П. Степанов.
В 1902 году стал членом Русского собрания. Часто выступал с докладами («О несостоятельности начала большинства голосов», «О гонениях на Православие в России», «О масонстве, масонах и об их отношении к Государственной Думе», «Внешняя политика России» и др.) на заседаниях Русского Собрания в Петербурге и Русского Монархического Собрания в Москве.
Во время революции 1905—1907 годов вступил в Курскую народную партию порядка, основанную графом В. Ф. Доррером. Позднее КНПП слилась с Союзом русского народа. В 1909 стал членом главной палаты Русского народного союза имени Михаила Архангела (РНСМА) и ближайшим сподвижником Пуришкевича. Как и Пуришкевич, придерживался англофильских позиций. В 1914 вошел в правление Всероссийского Филаретовского общества народного образования (ВФОНО). Член редакционного совета Книги Русской Скорби. Участник петроградского совещания монархистов 21—23 ноября 1915. В 1917 должен был стать кандидатом в члены Совета съездов монархических организаций.
Печатался в монархических изданиях: «Московские ведомости», «Мирный труд», «Вестник Русского собрания» и др.
Избирался членом Государственной думы III и IV созывов от Курской губернии. Член фракции правых. Принимал участие в комиссии Керенского по расследованию Ленского расстрела. После раскола фракции в ноябре 1916 остался сторонником Н. Е. Маркова. Активно участвовал в работе думских комиссий.
Во время Первой мировой войны был уполномоченным Курской организации помощи армии, от которой несколько раз бывал на фронте.
После Февральской революции выехал из Петрограда в Москву, где с ним случился сердечный приступ. Поправившись, переехал в Волынцево. Летом 1917 начались аграрные беспорядки, усадьба была разгромлена (сгорела великолепная библиотека, которую Георгий Алексеевич начал собирать ещё в университете), и Шечков был вынужден бежать в Киев.
После падения Украинской державы гетмана Скоропадского был арестован петлюровцами и два месяца просидел в Лукьяновской тюрьме. Тяжёлые тюремные условия сильно подорвали его здоровье. В январе 1919, после второго занятия Киева большевиками, перешёл на нелегальное положение, скрывался под чужим именем до прихода белых. После отступления Деникина из Киева (в ноябре 1919 года) Шечков бежал в Одессу, где вновь был вынужден скрываться под чужой фамилией от преследований Одесской ЧК.
Умер 5 июля 1920 года в Одессе от сердечного приступа. Похоронен на Преображенском кладбище Одессы.